# Nogent-en-Othe
Nogent-en-Othe település Franciaországban, Aube megyében. Lakosainak száma 44 fő (2022. január 1.). Nogent-en-Othe Maraye-en-Othe, Saint-Mards-en-Othe, Vosnon és Sormery községekkel határos.

## Népesség
A település népessége az elmúlt években az alábbi módon változott:
| Lakosok száma | 59   | 39   | 34   | 36   | 41   | 44   | 46   | 47   | 46   | 44   |
|               | 1968 | 1982 | 1990 | 2006 | 2013 | 2015 | 2017 | 2019 | 2020 | 2022 |